# Claudia Smolik

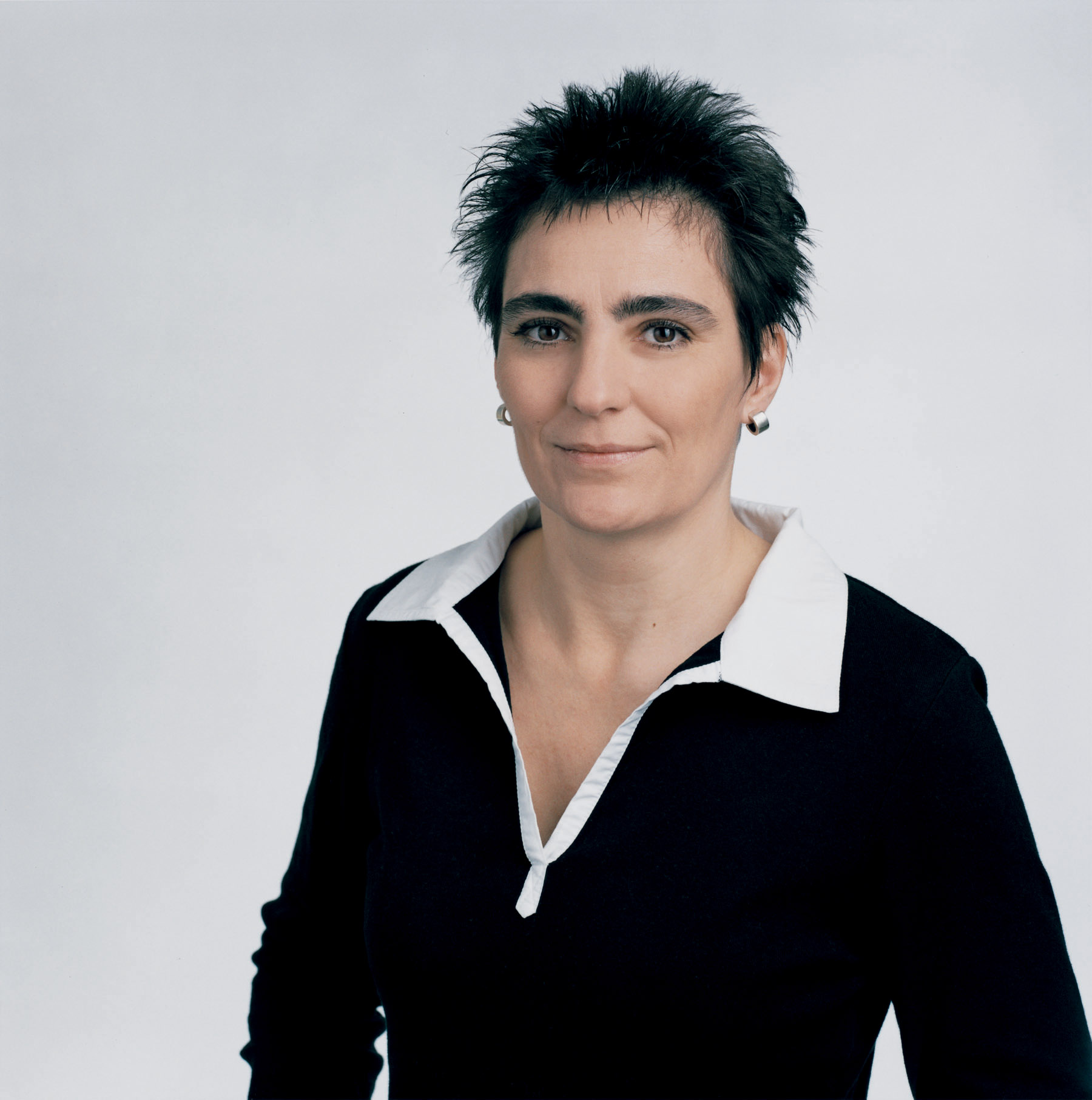
Claudia Smolik

Claudia Smolik (* 1. Februar 1967 in Vöcklabruck) ist eine österreichische Politikerin (Grüne). Sie war von  2001 bis 2010 Abgeordnete zum Wiener Landtag und Gemeinderat.
Claudia Smolik engagierte sich während ihres Studiums in der Studentenpolitik. Sie war Studienrichtungsvertreterin, Fakultätsvertreterin und von 1995 bis 1997 Vorsitzende der Hochschülerschaft an der Universität Wien. Sie war von 1998 bis 2005 und von 2007 bis 2009 Mitglied des Landesvorstandes der Wiener Grüne. Ebenso war sie seit 1998 Chefredakteurin von wien.direkt, der Zeitung der Wiener Grünen. Sie vertrat die Grünen von 2001 bis 2010 im Wiener Landtag und Gemeinderat und war im gleichen Zeitraum stellvertretende Klubobfrau im Wiener Rathaus. In der 18. Gesetzgebungsperiode war sie Mitglied in den Ausschüssen Umwelt sowie „Bildung, Jugend, Information und Sport“. Auf Grund des Wahlergebnisses der Wiener Wahlen 2010 verlor sie ihr Gemeinderatsmandat und ist seit 2010 Büroleiterin von Maria Vassilakou.